# Корнфорт, Морис
Мо́рис Кэ́мпбелл Ко́рнфорт (англ. Maurice Campbell Cornforth; 28 октября 1909, Уиллесден, Мидлсекс или Лондон — 31 декабря 1980, Ислингтон, Большой Лондон или Лондон) — британский философ-марксист.

## Биография
Родился 28 октября 1909, в Лондоне (Уиллесден).
Учился в Школе Университетского колледжа Лондона, окончив её в 1925 году. Во время учёбы познакомился с Стивеном Спендером, который стал его другом.
В 1929 году окончил Университетский колледж Лондона Лондонского университета.
В 1931 году окончил Тринити-колледж Кембриджского университета, где являлся единственным студентом выбравшим специализацию по логике, где его учителями были Ричард Бивен Брэйсуэйт, Людвиг Витгенштейн и Джордж Эдвард Мур. В том же году выиграл трёхлетнюю исследовательскую стипендию Тринити-колледжа.
В 1931 году вступил в Коммунистическую партию Великобритании, создав в Кембридже её первичную организацию. С 1933 года работал на постоянной основе в партийной организации Восточной Англии.
Будучи признанным негодным к военной службе по медицинским основания во время Второй мировой войны трудился сельскохозяйственным рабочим.
В 1950–1975 года — издательства Lawrence & Wishart, где посвятил много сил изданию собрания сочинений Карла Маркса и Фридриха Энгельса.
Был женат на сестре Джеймса Клугманна Китти.

## Научная деятельность
Начав в начале 1930-х годов последователем Людвига Витгенштейна и аналитическим философом, Корнфорт впоследствии стал ведущим идеологом Коммунистической партии Великобритании.
Выступал с критикой эстетических теорий своего однопартийца Кристофера Кодуэлла.

## Работы
- Food and Farming for Victory, Communist Party Pamphlet (1942)
- Science Versus Idealism: An Examination of "Pure Empiricism" and Modern Logic (1946)
- Dialectical Materialism and Science (1949)
- In Defense of Philosophy - Against Positivism and Pragmatism (1950)
- Science for Peace and Socialism (c.1950) with J. D. Bernal
- Dialectical Materialism (1952) Vol 1: Materialism & the Dialectical Method, Vol 2: Historical Materialism, Vol 3: Theory of Knowledge, and later editions
- Readers' Guide to the Marxist Classics (1952)
- Rumanian Summer: A View of the Rumanian People's Republic (1953) with Jack Lindsay
- Philosophy for Socialists (1959)
- Marxism and the Linguistic Philosophy (1965)
- The Open Philosophy and the Open Society: A Reply to Dr. Karl Popper's Refutations of Marxism (1968)
- Communism and Human Values (1972)
- Rebels and Their Causes: Essays in honour of A. L. Morton (1978) editor
- Communism & Philosophy: Contemporary Dogmas and Revisions of Marxism (1980)

### Переводы на русский язык
- Корнфорт М. Наука против идеализма. Ч. 1-2: Критический анализ "чистого эмпиризма" и современной логики = Science Versus Idealism: An Examination of "Pure Empiricism" and Modern Logic / Пер. с англ. М. Резцовой и Н. Клейнман; Вступ. статья акад. Г. Ф. Александрова [с. 5-42]. — М.: Государственное издательство иностранной литературы, 1948. — 336 с.
- Корнфорт М. В защиту философии: Против позитивизма и прагматизма = In Defense of Philosophy — Against Positivism and Pragmatism / Пер. с англ. М. Резновой и Н. Клейнман; Общ. ред. и вступ. статья ["Против философии империалистической реакции", с. V-XXXVI] Г. Ф. Александрова. — М.: Издательство иностранной литературы, 1951. — XXXVI, 304 с.
- Корнфорт М. Диалектический материализм. Введение = Dialectical Materialism (1952) Vol 1: Materialism & the Dialectical Method, Vol 2: Historical Materialism, Vol 3: Theory of Knowledge / Пер. с англ.; Общ. ред. П. Н. Федосеева. — М.: Издательство иностранной литературы, 1956. — 498 с.
- Корнфорт М. Марксизм и лингвистическая философия = Marxism and the Linguistic Philosophy / Пер. с англ. А. Васильевой и др.; Ред. Д. Г. Лахути. — М.: Прогресс, 1968. — 456 с.
- Корнфорт М. Открытая философия и открытое общество: Ответ д-ру Карлу Попперу на его опровержение марксизма = The Open Philosophy and the Open Society: A Reply to Dr. Karl Popper's Refutations of Marxism / Вступ. ст. и общ. ред. И. С. Нарского. — М.: Прогресс, 1972. — 530 с.